# Bruno Knežević
Bruno Knežević (ur. 12 marca 1915 w Kninie, zm. 26 kwietnia 1982 w Zagrzebiu) – chorwacki piłkarz i trener piłkarski. Jeden z najlepszych w historii środkowych obrońców grających w reprezentacji Jugosławii.

## Życiorys
W roku 1938 otrzymał od jugosłowiańskiej federacji nagrodę fair play. Karierę zaczynał w lokalnym klubie SK Bokelj Kotor, skąd z czasem przeniósł się do Belgradu, aby ubrać niebieski dres BSK Belgrad, gdzie grał w latach 1934–1941. W klubie tym gra Kneževicia uważana była za najlepszą w jego karierze. Wraz z drużyną zdobył mistrzostwo Jugosławii w roku 1935 i 1939. Następnym klubem w karierze Kneževicia był zespół HAŠK Zagrzeb (1941–1945), a karierę zakończył w roku 1946 w zespole Dinamo Zagrzeb, gdzie zagrał tylko w czterech oficjalnych spotkaniach.
- SK Bokelj Kotor, 1927–1934
- BSK Belgrad, 1934–1941
- HAŠK Zagrzeb, 1941–1945
- Dinamo Zagrzeb, 1945–1946.

Swój jedyny występ w reprezentacji Jugosławii zaliczył 3 kwietnia 1938 w meczu przeciwko Polsce w Belgradzie, wygranym 1:0. Był to mecz kwalifikacji do MŚ 1938 we Francji, na które Jugosłowianie nie zakwalifikowali się dzięki odniesionej dwa tygodnie wcześniej w Warszawie porażce 0:4.
Był członkiem pierwszego składu nowo powstałej drużyny NK Dinamo 1945. Po zakończeniu w roku 1946 kariery do roku 1948 był trenerem Dinama. Później był jednym z członków kolegium trenerskiego w Jugosłowiańskim Związku Piłki Nożnej oraz jego prezydentem w latach 1968–1971.